# Polikarpov I-16
Il Polikarpov I-16 (in caratteri cirillici Поликарпов И-16) era un caccia monomotore ad ala bassa a sbalzo, realizzato dall'OKB 84 diretto da Nikolaj Nikolaevič Polikarpov e sviluppato in Unione Sovietica negli anni trenta. Fu il primo monoplano al mondo con carrello d'atterraggio retrattile, ed il primo caccia sovietico ad avere la corazzatura dell'abitacolo.
Impiegato negli anni successivi principalmente dalla Voenno-vozdušnye sily (VVS), l'aeronautica militare dell'Unione Sovietica, rimase operativo dalla metà degli anni trenta fino all'inizio della Seconda guerra mondiale, costituendo il principale modello a disposizione dei reparti di caccia sovietici in grado di competere con le prime versioni dei tedeschi Messerschmitt Bf 109 in condizioni di quasi parità. Fuori dai confini nazionali ebbe risalto durante la guerra civile spagnola, dove fu erroneamente impiegato dalle Fuerzas Aéreas de la República Española in combattimenti manovrati con i più agili biplani italiani, i Fiat C.R.32 (che equipaggiavano l'Aviazione Legionaria), poi a disposizione dei piloti cinesi durante la Seconda guerra sino-giapponese.
Era conosciuto con il nomignolo di Rata (in russo Рата), ratto.

## Storia del progetto
Il "Rata" aveva dato un notevole contributo nella guerra di Spagna, nel conflitto russo-finlandese e russo-tedesco. Il velivolo era, per l'epoca, un aereo interessante, una delle più avanzate realizzazioni militari. Il progettista dello I-16 fu Nikolaj Nikolaevič Polikarpov, che lo realizzò nel 1932. L'aereo compì il primo volo il 31 dicembre 1933, dimostrandosi nettamente più moderno delle altre macchine.
Questo caccia introdusse innovazioni quali l'ala a sbalzo e il carrello retrattile, e al suo confronto i monoplani con ala controventata e carrello fisso, come ad esempio lo statunitense Boeing P-26, che cominciavano il servizio in qualche aviazione occidentale, apparivano arcaici, e ancora più obsoleti apparivano nel confronto i biplani da caccia, all'epoca ancora molto diffusi. Il I-16 era realizzato molto bene come aerodinamica ma era carente strutturalmente e nell'impiantistica. I I-16 si confrontarono con il nemico con grande accanimento, sorprendendolo: erano molto veloci, rapidi in salita e in picchiata, con armi ad alta cadenza di tiro ma con una pronunciata tendenza ad incepparsi.

### L'evoluzione
Costruito in diverse serie, per un totale di circa 20.000 esemplari in un decennio, l'I-16 ebbe diverse versioni. Al prototipo equipaggiato con un motore radiale M-22 da 450 hp, il britannico Bristol Jupiter costruito su licenza in Unione Sovietica, armato con due mitragliatrici ShKAS calibro 7,62 mm, e capace di 360 km/h, seguirono presto le varianti I-16, I-16.4 (nota anche come Z.K.B. 12 bis) ed I-16.5.
La potenza salì dai 400 CV dello I-16.1 ai 725 dell'M-25 delle versioni successive, ed anche se il peso passò da 1 300 a 1 400 ed a 1 450 kg (anche per l'introduzione della blindatura a protezione del pilota sullo I-16.5), le prestazioni migliorarono assai, con velocità massime che, per il I-16.4, variavano dai 398 km/h a livello del mare ai 455 a quota 3 000 m, grazie ad un motore sovralimentato, con salita a 5 000 m in 6 min.

#### Spagna
La prima versione dello I-16 impiegata fu la successiva 6. Il caccia sovietico fece la prima comparsa il 5 novembre 1936, in appoggio ad una controffensiva delle forze repubblicane nel settore Valdemoro, Seseña ed Esquivias. Alcune modifiche strutturali avevano portato il peso a 1 600 kg, e le caratteristiche di salita, nonostante l'impiego di un motore M-25 A da 730 CV, risultarono meno brillanti. Anche il comportamento dell'aereo alle basse velocità divenne più difficile, dato il carico alare più elevato.
Su alcune cellule di I-16.6 fornite per ferrovia attraverso la Francia, vennero impiegati motori Wright "Cyclone" F-54 da 775 hp statunitensi, che fornivano potenze più elevate degli M-25 sovietici.
Il successivo I-16.10 in Spagna fu dotato di uno M-25 B da 750 CV a 3 000 m, con castello motore modificato e armamento più potente, dato che alle due armi in fusoliera, con 900 proiettili, si aggiunsero due ShKAS alari, con 750 proiettili. La velocità massima, a 3 000 m, era di 464 km/h, e la salita a 5 000 m richiedeva 6 min e 30 s.

#### Unione Sovietica
Le versioni I-16 successive ebbero motori sempre più potenti e armamenti più pesanti. Lo I-16-P. o Z.K.B. 12 P (P sta per Pushka = cannone) essenzialmente sperimentale, ebbe in fusoliera due cannoncini automatici da 20 mm, mentre il successivo I.16.17, dal peso massimo di 1 790 kg, ebbe due mitragliatrici da 7,62 mm in fusoliera e due cannoncini alari da 20 mm. Lo Z.B.K. 18 fu sperimentale per l'attacco al suolo, con estesa blindatura ventrale per pilota e motore, e quattro mitragliatrici PV-1 da 7,62 mm, in fusoliera e sparanti obliquamente verso il basso, con cadenza di 750 colpi al minuto. Due altre identiche armi in installazioni alari e due bombe da 50 kg completavano l'armamento.
Oltre allo Z.B.K. 29, con ipersostentatori e carrello azionati idraulicamente, gli sviluppi dello I-16 compresero la versione 18, potenziata da un M-62 a nove cilindri e compressore a doppio stadio, da 1 000 CV. Il peso era giunto a 1 800 kg, l'ala rivestita di lamiera, e due serbatoi sganciabili da 100 litri. L'armamento di quattro mitragliatrici ShKAS da 7,62 mm, fu portato a due mitragliatrici e due cannoncini ShVAK da 20 mm, con 90 colpi per arma, sui successivi I-16.24 e 24B, le versioni costruite nel maggior numero di esemplari, e che costituivano il grosso della caccia sovietica all'epoca dell'attacco nazista. Su queste versioni dello I-16, e sulle precedenti 10 e 18. il carrello poteva essere sostituito da sci retrattili, anche se in pratica gli sci erano generalmente bloccati nella posizione estratta.
Dall'I-16.24 derivò il tipo SPB, privo delle armi alari e adattato alle esigenze del bombardamento a tuffo, raggiungendo un peso totale, carico offensivo e velocità massima di 1941, 500 kg, 480 km/h. Lo I-180, versione abbondantemente modificata, affinata e potenziata da una doppia stella M-88 da 1 100 CV, rimase allo stadio di prototipo (pur avendo raggiunto i 550 km/h), ma l'I-16-UTI, o UTI-4, ebbe invece larghissima diffusione. Questa versione biposto, utilizzata sia per le scuole (UTI-4), sia per le missioni di collegamento, nelle prime serie ebbe il carrello bloccato nella posizione estratta e fu priva di armamento, ma poi vennero mantenute le due mitragliatrici alari e la possibilità di retrarre il carrello.

## Tecnica

### Struttura

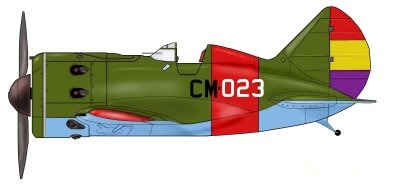
I-16 Polikarpov Tinker

L'I-16 era stato progettato basandosi sul motore radiale di cui disponeva, ma soprattutto su un'ala a sbalzo, rivestimento lavorante monoguscio e carrello d'atterraggio retrattile, caratteristiche che sarebbero diventate di norma nella produzione, ma fu importantissimo nel modernizzare la V-VS. Il prototipo prese il volo nel tardo 1933, due anni prima del tedesco Messerschmitt Bf 109 e dell'inglese Hawker Hurricane. Nel corso degli anni l'I-16 fu progressivamente modificato per vari tipi di missione.
Erano caccia tutt'altro che privi di difetti: instabili sull'asse longitudinale, per via della coda troppo corta rispetto alla posizione del baricentro e delle ali, con conseguente limitato braccio di forza. Il volume di fuoco era limitato da una scarsa precisione e da proiettili relativamente leggeri, anche se con traiettoria tesa, efficacia di fuoco scarsa tranne che a breve raggio. Le armi erano affidabili, ma secondo i piloti solo colpendo il pilota era possibile abbatterlo. Secondo altri, seppure a breve distanza, era possibile "segare" letteralmente gli apparecchi nemici.

### Cellula
Il caccia aveva una struttura massiccia, corta e tozza, con una fusoliera monoscocca in legno, superfici di coda intelate di discrete dimensioni e coda estremamente vicina alle ali e al baricentro dell'aereo. Questo rendeva possibile contenere il peso, fattore importante soprattutto all'inizio, con il vecchio motore Cyclone da 480 hp. Il caccia aveva una struttura alare totalmente a sbalzo, cioè senza supporti esterni. Il bordo d'uscita si estendeva molto all'indietro, fin sotto l'abitacolo, piccolo e con minuscolo parabrezza ricurvo. Dietro vi era una sorta di "gobba" abbinata al sedile del pilota che si prolungava fino a congiungersi con la struttura della coda. Un minuscolo portello sulla sinistra per entrare e uscire.

### Motori
Il motore aveva i cilindri con tubi di scappamento singoli, assai corti e rivolti all'indietro, con apposite carenature nella capote del motore. L'elica era bipala con carenatura semisferica. Il motore era un robusto radiale prodotto su licenza americana (modello Cyclone), che consentiva potenza e affidabilità adeguate, direttamente importato per i primi aerei, poi prodotto su licenza e infine sostituito da motori migliorati. Il primo prototipo con motore radiale M22 da 480 CV sovietico fu presto sostituito dai Cyclone che da 700 CV raggiunsero i 750 poi i 920 CV, per arrivare nelle ultime versioni ai 1000 - 1100 CV.

### Sistemi ed impianti
Il carrello era a triciclo posteriore, con 2 gambe anteriori retrattili carenate nell'ala e ruotino di coda, un semplice slittino di metallo, persino più semplice del solito. Una delle limitazioni degli I-16 fu la mancanza della radio.

### Superfici alari
L'ala era molto tozza, con ridotta apertura alare, metallica con rivestimento metallico tranne che nella parte posteriore dell'ala, dietro il longherone centrale, dove era intelato. Gli alettoni erano nella parte centrale dell'ala, occupandone quasi tutto il bordo d'uscita.

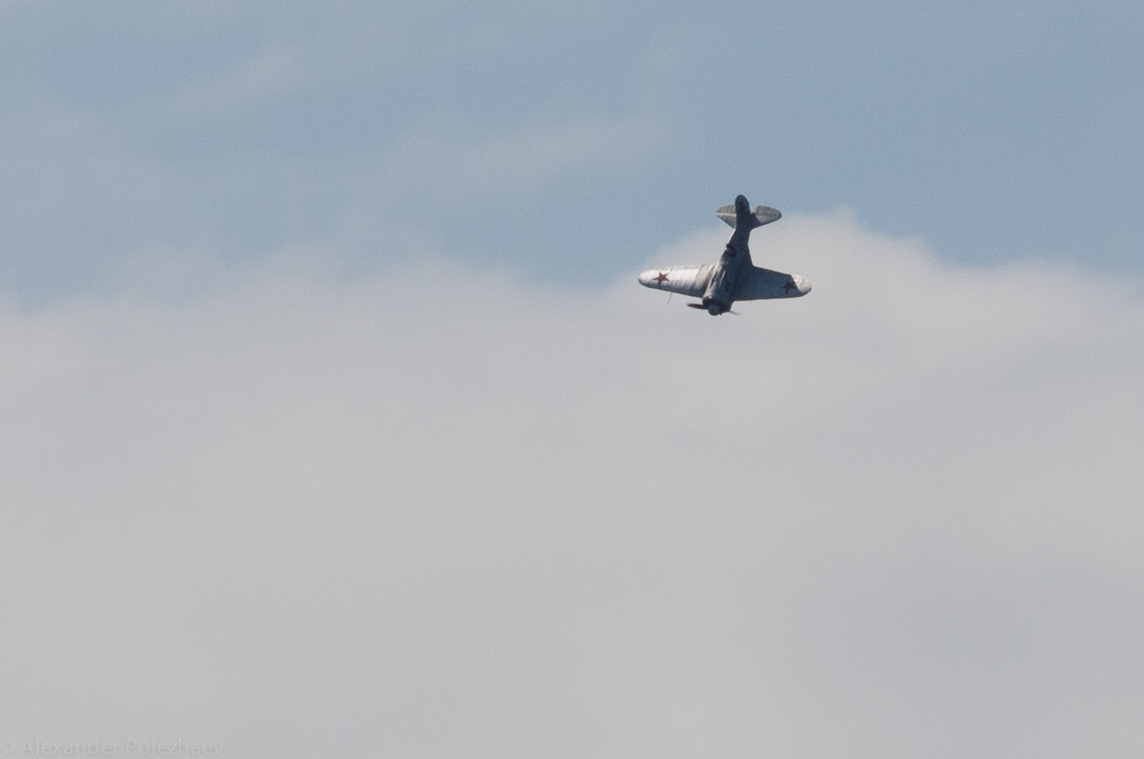
I-16 (6013605653)

### Sistemi d'arma
L'armamento era innovativo, perché erano mitragliatrici Skhas, con una cadenza di tiro di almeno 1600 colpi al minuto, doppia rispetto alla maggioranza delle armi dell'epoca, che davano una potenza di fuoco inusuale per un aereo così piccolo. Le munizioni e il serbatoio dell'olio erano tra l'abitacolo e il motore. Successivamente venne prodotta, con la cooperazione dell'ingegnere di armamenti B.G. Shpitalnii, il modello TsKB-12P, il primo aereo al mondo ad essere armato con due cannoni sparanti attraverso il disco dell'elica.
Varie armi furono sperimentate, come i cannoni e le mitragliatrici pesanti, di ottimo livello rispetto alle migliori realizzazioni mondiali dell'epoca. I razzi RS vennero sperimentati a bordo degli I-16, con 6 rampe per ordigni RS-75 da 75 mm, presto sostituiti da armi da 82 mm, le RS-82. Essi erano la soluzione intercettare i bombardieri. Pesando 24 kg, avevano una potenza elevata, ma rallentavano un caccia che già faticava a inseguire i bombardieri. I razzi andavano molto bene anche per gli attacchi al suolo, ma bisognava lanciarli in picchiata e prendere bene la mira. Quando colpivano erano micidiali, ma il più delle volte servivano per spaventare le formazioni nemiche e disperderle.

## Impiego operativo
I primi esemplari dell'I-16, dopo che le prove di volo avevano confermato la superiorità del Polikarpov rispetto al monoplano I-14 progettato da Pavel O. Sukhoi (appartenente all'ufficio tecnico diretto da Andrei N. Tupolev) andarono all'aviazione sovietica nell'autunno 1934, ed il caccia debuttò (inosservato dagli osservatori occidentali) durante la manifestazione del 1º maggio 1935, quando le formazioni di I-16 sorvolarono la Piazza Rossa.
L'I-16 era un aereo molto impegnativo. La sezione frontale della fusoliera, con il motore, era troppo vicina al centro di gravità, mentre l'abitacolo del pilota era troppo indietro. La stabilità longitudinale era scarsa ed era impossibile pilotarlo senza tenere le mani sempre sui comandi. Decollo ed atterraggio erano difficili anche a causa del carrello poco elastico che tendeva a far rimbalzare l'aereo su piste irregolari. Il pilota doveva girare la manovella 44 volte per ritrarre il carrello. Eppure, nelle mani di un pilota esperto, l'I-16 era un aereo molto manovrabile e un avversario da rispettare.
Nessuno, fuori dell'Unione Sovietica, era a conoscenza di questo caccia quando 475 esemplari furono inviati via mare alle forze repubblicane in Spagna. Qui la sua affidabilità, la cadenza di tiro di 1 800 colpi al minuto e la grande maneggevolezza sorpresero gli avversari.

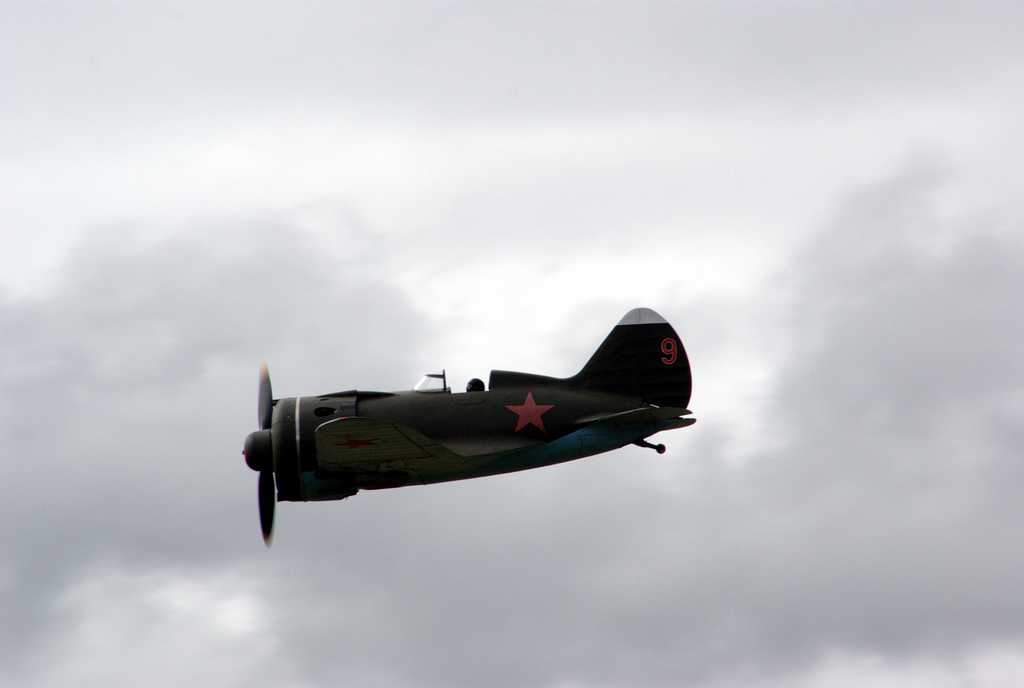
Polikarpov I-16 WOW 2008

L'I-16 incontrò difficoltà per le alte velocità di decollo e di atterraggio, e di una stabilità scarsa, sacrificata alla manovrabilità. In sostanza l'I-16, come primo esponente di una nuova formula di aereo da caccia, non era perfetto, con caratteristiche troppo diverse dai velivoli contemporanei, al punto che l'entusiasmo iniziale con cui i piloti russi l'avevano accolto si trasformò presto in diffidenza. Il comando dell'aviazione sovietica, organizzando una serie di dimostrazioni in volo ad opera di abilissimi piloti, facendo allungare le piste degli aeroporti e dedicando particolare cura alle scuole di pilotaggio, riuscì ad evitare che si diffondesse la psicosi dell'aereo "difficile", anche se l'I-16 non fu mai "facile".

### Una nuova versione
La nuova versione era la Tipo 10, migliorata con una corazzatura di circa 9 mm e capacità di resistere, stando alle testimonianze dei piloti, ai fucili anche a pochi metri. Questo aumentava molto la sicurezza a scapito di un aumento di peso di circa 20 kg. Anche le mitragliatrici da 12, 7 mm erano, tranne che a breve distanza e con proiettili perforanti, agevolmente neutralizzate. L'instabilità longitudinale del velivolo era però tale da ridurre l'efficacia di questo miglioramento e gli I-16 vennero abbattuti in molte occasioni, anche a causa di tattiche inadatte alle caratteristiche del velivolo. Le maggiori velocità e potenza di fuoco avrebbero potuto assicurare ai Polikarpov una netta superiorità sui Fiat C.R.32, ma spesso i piloti spagnoli e anche russi si impegnavano in combattimenti manovrati, nei quali il loro maggiore carico alare li rendeva vulnerabili.

### Nella Guerra di Spagna
Nelle operazioni di Spagna, furono impiegati quasi 500 I-16, di cui oltre 40 abbattuti in combattimento o distrutti al suolo. Il piccolo monoplano russo non era inferiore ai caccia nemici. L'I-16, anche costruito su licenza ad Alicante in una ventina di esemplari, surclassò anzi ampiamente il tedesco Heinkel He 51, e dovette cedere nel confronto con l'italiano Fiat C.R.32.
Contro i Bf 109 il problema era la minore velocità, non la manovrabilità, ma i tedeschi utilizzavano i loro caccia con attacchi in picchiata da quote superiori. I caccia sovietici si trovavano a controbattere manovrando stretti oppure addirittura salendo in verticale e sparando ai caccia in picchiata; e prima bisognava vederli.
I pochi Bf 109 forse abbatterono meno I-16 dei C.R.32, ma erano più temuti. Per affrontarli, impedendo loro di attaccare dall'alto, furono comprati 24 motori americani con turbocompressore e i I-16 arrivarono a operare anche a 8 000 m., conosciuti come Naz Fria, "naso freddo". Il normale nome era invece, Moscas o Rata ("topo", perché apparivano in cielo a branchi come i topi di fogna), attribuito dai nazionalisti. Le qualità dell'I-16 sono provate dal fatto che, al termine delle ostilità, i "Rata" superstiti furono presi in forza dall'aeronautica franchista, che li radiò solo nel 1952.
Il Polikarpov I-16 combatté fino alla fine, e molti superstiti furono riutilizzati nel dopoguerra, operando assieme ai Bf 109 e C.R.32 ex rivali.

### In Cina e in Mongolia
Il monoposto sovietico fu fornito in circa 200 esemplari (compresi diversi biposto di addestramento) alla Cina nazionalista, che lo impiegò contro i giapponesi.
Nel periodo 1938-39, l'I-16 combatté contro i giapponesi in Mongolia, sperimentando nell'agosto 1939 il rivoluzionario armamento composto da 8 razzi RS 82 da 82 millimetri, dimostrandosi all'altezza della caccia imperiale.

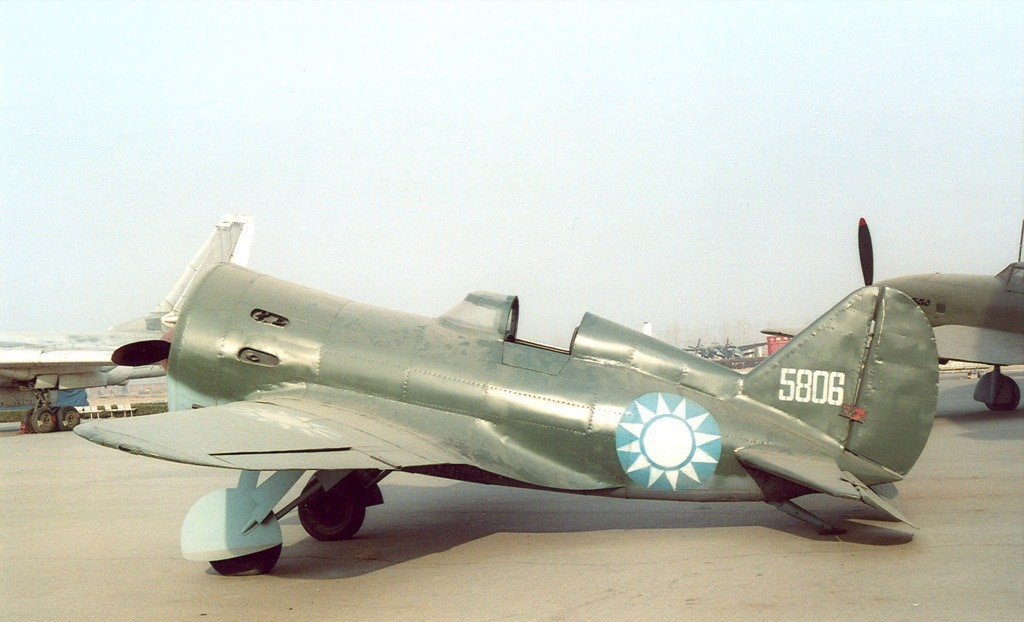
Polikarpov I-16 (China Aviation Museum)

Anche in questo caso i caccia sovietici furono sconfitti, ma si batterono con grande valore contro i Nakajima Ki-27 e Mitsubishi A5M giapponesi, dotati di pari velocità ma più manovrieri; all'epoca erano i migliori caccia al mondo. Il colpo di grazia fu dato dagli A6M Zero, nettamente superiori. Eppure in Spagna i caccia I-16 erano stati capaci di abbattere anche i Bf 109E "Emil" con motore e armi potenziate.

### In Finlandia nella Guerra d'Inverno
Tra il 1939 e il 1940, durante la Guerra d'inverno in cui si fronteggiarono Finlandia ed Unione Sovietica, l'I-16 (soprannominato "Isak", asinello, dai piloti sovietici) si dimostrò pericoloso, anche per gli abilissimi piloti finlandesi con i loro caccia Fokker D.XXI, Morane-Saulnier MS.406 e Gloster Gladiator, conseguendo alcuni successi ma non ottenendo mai un dominio completo, nonostante la superiorità aerea.
Gli I-16 furono spesso sconfitti dai caccia coevi, non necessariamente più moderni, ma alla fine furono gli Zero e i Bf 109F ad annientarli. Ancora nel 1941 gli I-16 erano numerosi in servizio, ma i loro reparti furono devastati a terra e poi in aria, iniziando dal tremendo attacco del 22 giugno 1941 dell'Operazione Barbarossa. Nonostante la loro maneggevolezza e molte doti positive, gli I-16 erano definitivamente superati, ma il loro concetto, motore più potente e abitacolo chiuso, fu ripreso da un altro ottimo apparecchio, il La-5FN/La-7.

### Operazione Barbarossa
Quando la Germania attaccò l'Unione Sovietica nell'estate del 1941 aprendo il fronte orientale, l'I-16 risultava ormai superato e, pur essendo ancora in linea in un gran numero di esemplari, era sottopotenziato e lento nei confronti dei Bf 109E ed F avversari. Sfruttando però la sua grande robustezza e rusticità, nonché le tecniche d'attacco quasi suicide (la collisione in volo ed i tentativi di segarne le ali e gli impennaggi con le eliche blindate in acciaio), il caccia sovietico continuò ad opporsi tenacemente alla Lutwaffe, mentre l'industria sovietica iniziava la produzione in grande di caccia più moderni, contribuendo alla controffensiva dell'Armata Rossa. L'I-16 fu infatti ritirato dai reparti di prima linea solo nell'estate del 1943, dopo che la battaglia di Stalingrado aveva capovolto le sorti del conflitto orientale, continuando a trovare largo impiego nelle scuole di volo, dove le sue caratteristiche "difficili" si rivelarono perfettamente adatte a preparare i piloti destinati ai MiG, ai Lavochkin Gorbunov Gudkov LaGG-1, agli LA e agli Yakovlev Yak-1, nessuno dei quali fu un aereo "facile".

### Come bombardiere a tuffo
Anche l'SPB, la sua variante da bombardamento a tuffo, venne impiegato con discreto successo nel settore del Mar nero dall'aviazione navale sovietica: manca però qualsiasi conferma da parte tedesca sull'impiego degli SPB; venivano trasportati fino in vicinanza dell'obbiettivo da un aereo madre (un vecchio quadrimotore Tupolev TB-3), che secondo i russi sarebbe invece stato utilizzato con risultati brillanti.

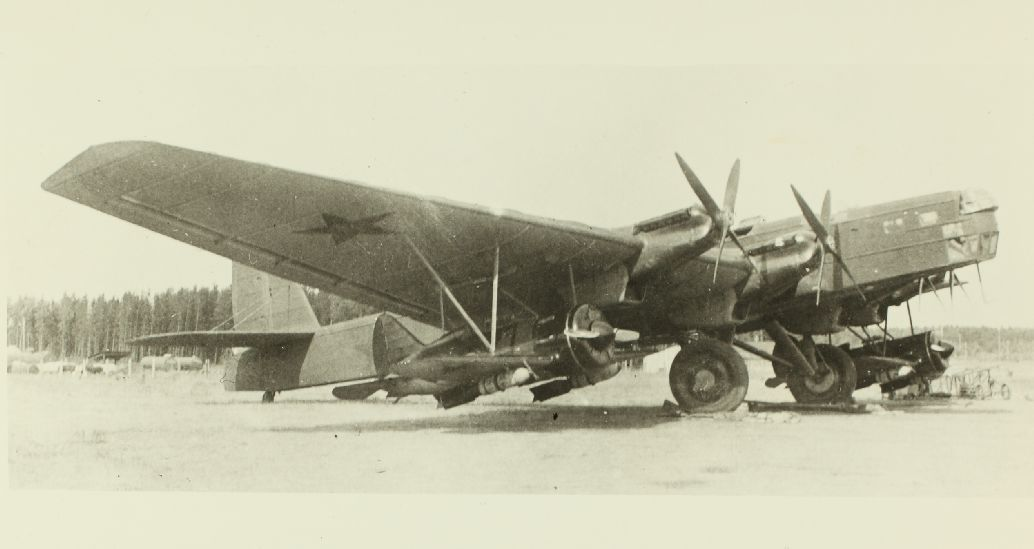
Tupolev TB-3 con I-16 agganciati

Questa tecnica si riallacciava ad esperimenti iniziati nel 1932 sotto la denominazione di "Progetto Zveno" (alla lettera "grappolo"), eseguiti impiegando un bombardiere TB-3 per trasportare due biplani Polikarpov I-15 agganciati sotto le semiali, e tre I-16 appesi uno tra le gambe del carrello e due sotto le semiali esterne. Nella tecnica utilizzata durante la seconda guerra mondiale, ogni TB-3 avrebbe trasportato due tuffatori SPB appesi sotto le ali, consentendo l'esecuzione di attacchi in picchiata a distanza dell'ordine di 1 200 km dalle basi di partenza.

### Una lunghissima carriera
In termini di capacità e di efficacia, l'I-16 era una macchina instabile al punto da diventare pericolosa, tanto che il pilota era sensibilmente affaticato dalla sua guida. In compenso, la rapidità di virata era eccellente e superiore a quella di qualunque altro caccia dell'epoca, mentre anche il rollio, data l'ala di ridotta apertura, era ottimo. In totale, vennero costruiti 6.555 esemplari, prima che la produzione cessasse nel 1940.
Un certo numero di I-16 esiste ancora, e qualcuno anche in condizioni di volo. Uno di questi venne provato in volo da Mark Hanna, un noto collaudatore di aerei storici morto in un incidente qualche anno fa. Nelle sue memorie in merito ha affermato che l'I-16, provato con un motore da 1 000 hp, quindi delle ultime serie, si era comportato in maniera eccezionale. Aveva provato di recente l'Hawker Hurricane, che nella storia si è ritagliato una notevole posizione come "secondo solo allo Supermarine Spitfire". Comparato all'I-16 e alla sua agilità di manovra, l'Hurricane, con prestazioni simili e armamento non drasticamente superiore, appariva molto lento e pesante ai comandi, con una modesta velocità di rollio e in generale un comportamento inferiore in volo.

## Versioni
- TsKB-12      Primo prototipo con motore radiale M22 da 480 CV
- TsKB-12bis   Secondo prototipo con motore Wright SR-1820-F3 importati
- I-16 Tipo 1  Test di produzione con motore M22
- I-16 Tipo 4  Dotato di Motore Cyclone importati
- I-16 Tipo 5  Dotato di Motore Cyclone M-25 costruiti su licenza  da 700 CV e migliore armatura
- I-16 Tipo 6  Dotato di Motore Cyclone M-25V da 750 CV
- I-16 Tipo 10 Dotato di Motore Cyclone M-25V da 750 CV e 4 mitragliatrici da 7,62mm
- I-16 Tipo 17 Armato con 6 razzi da 82mm - 2 cannoncini da 20mm e struttura rinforzata
- I-16 Tipo 18 Dotato di Motore Cyclone M-62V da 920 CV e 4 mitragliatrici da 7,62mm
- I-16 Tipo 24 Dotato di Motore Cyclone M-62V/M-63V  da 1000 CV e 1100 CV ali rinforzate e 4 mitragliatrici da 7,62mm
- I-16 Tipo 28 Dotato di Motore Cyclone M-63V
- I-16 Tipo 30 Dotato di Motore Cyclone M-63V
- I-16 SPB     Versione bombandiere a tuffo
- I-16 UTI-4     Aereo con doppi comandi

## Utilizzatori

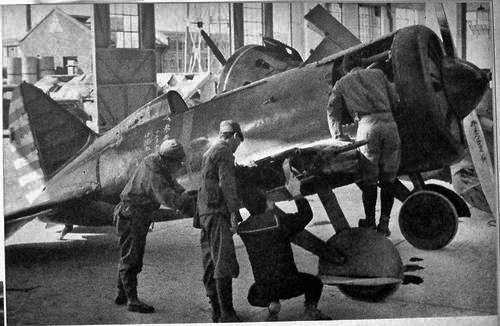
Un I-16 con insegne cinesi mentre viene ispezionato da personale militare giapponese a Nanchino.

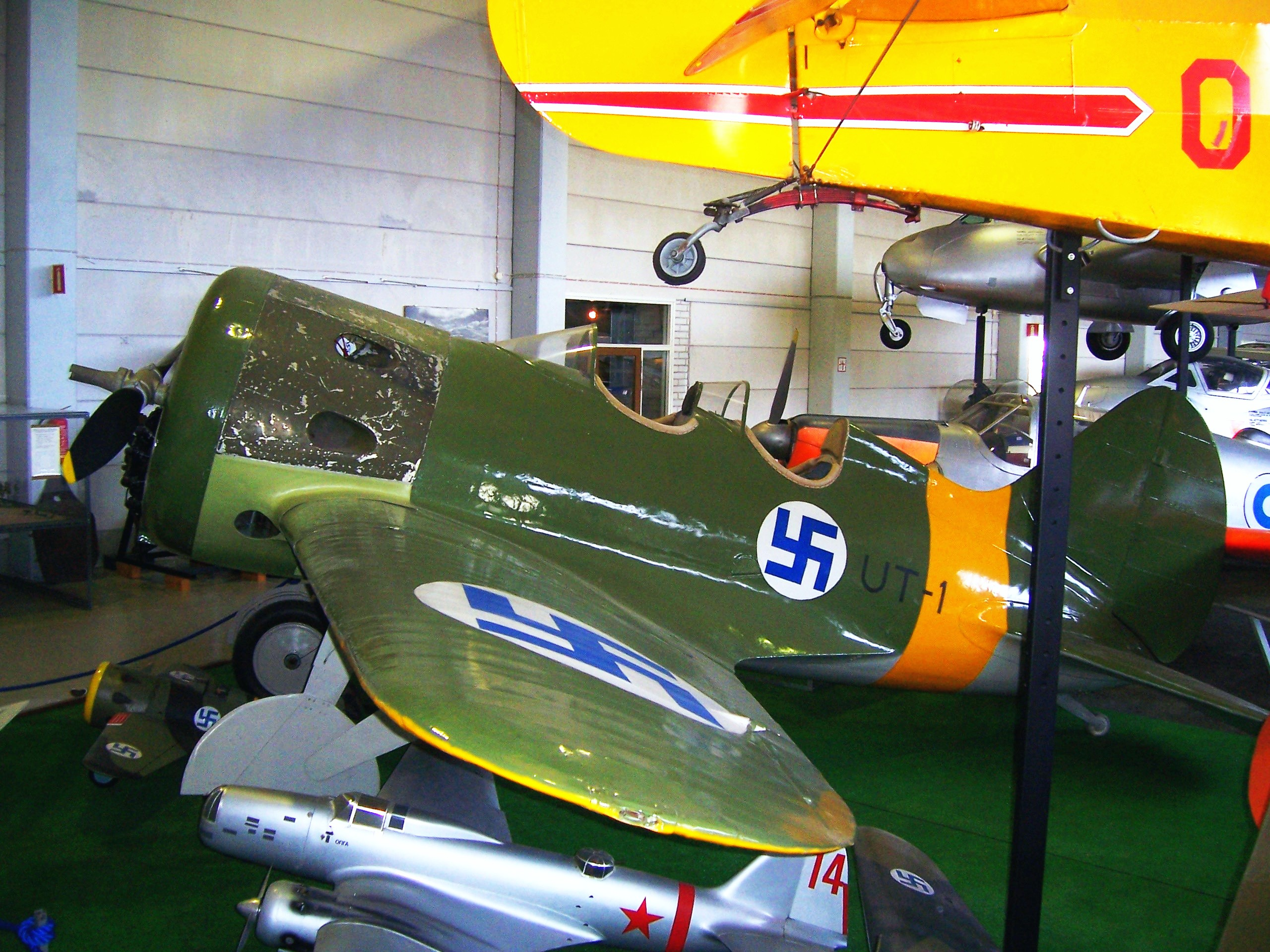
L'I-16-4 UTI biposto in livrea della finlandese Suomen ilmavoimat conservato al Suomen Ilmailumuseo di Vantaa.